# Charl Schwartzel

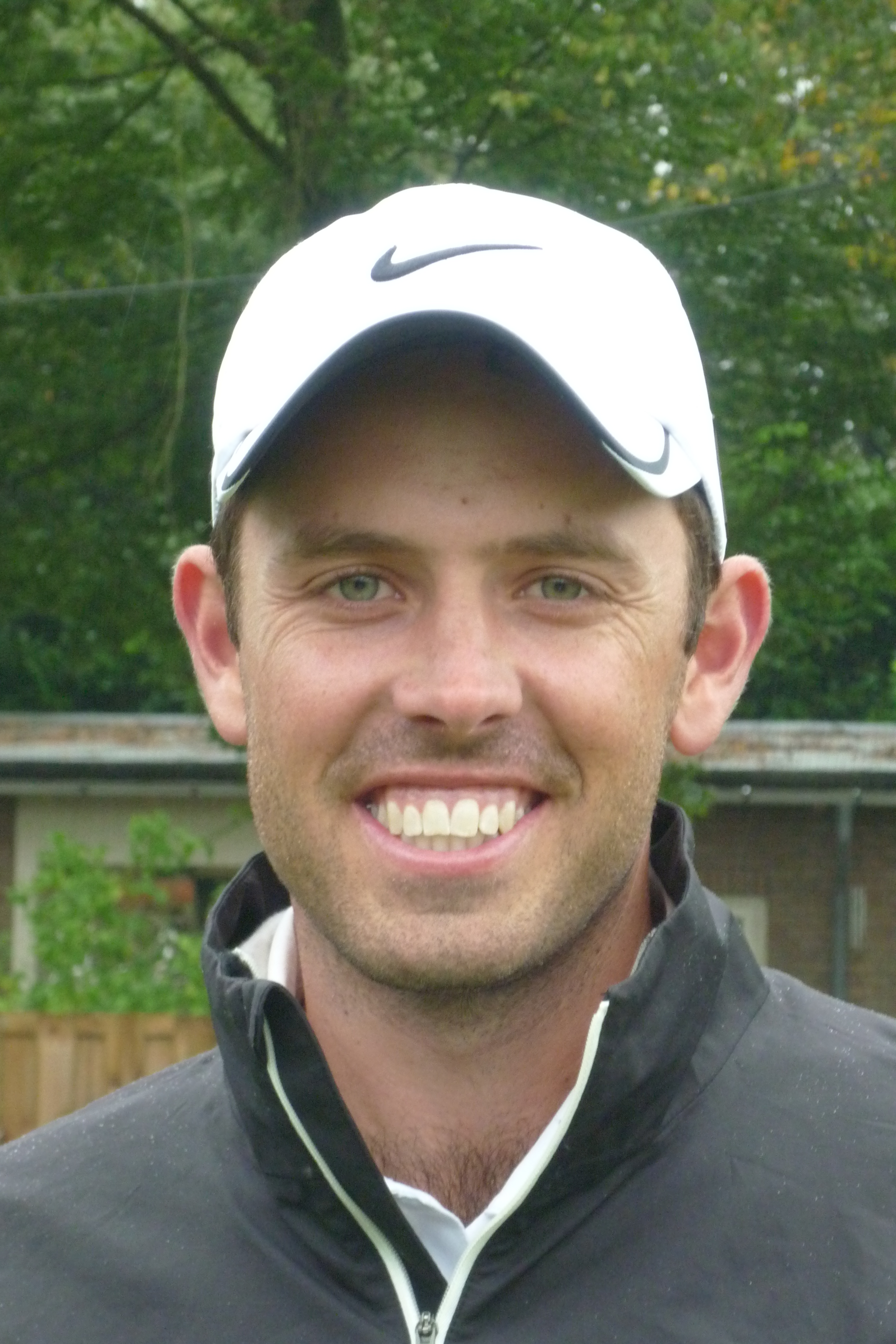
Charl Schwartzel, 2010.

Charl Adriaan Schwartzel, född 31 augusti 1984 i Johannesburg, är en sydafrikansk professionell golfspelare som spelar för Liv Golf. Han har tidigare spelat bland annat på PGA Tour, PGA European Tour och Sunshine Tour.
Schwartzel har vunnit två PGA-vinster, elva European-vinster, nio Sunshine-vinster och en LIV-vinst. Han vann 2011 års The Masters Tournament. Schwartzels andra bästa placeringar i majortävlingar är sjunde platser vid både 2014 års The Open Championship och 2015 års US Open.
Han har även deltagit i 2011, 2013, 2015 och 2017 års upplagor av Presidents Cup.